# Chivini

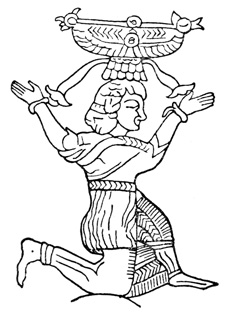
Umage du dieu Chivini, dessin sur une ceinture en bronze du Musée d'histoire de l'Arménie

Chivini est sur la Liste des dieux d'Urartu le dieu du Soleil, le troisième en importance des dieux du panthéon d'Urartu, après le dieu suprême Haldi et le dieu du tonnerre Teisheba. L'épouse du dieu était la déesse Tushpuea, et son symbole était le disque ailé. Un autre nom qui lui est donné est celui d' Artinis. Cette dernière version est conservée en arménien moderne au sens du soleil levant.
La plupart des éléments de la religion d'Urartu ont été empruntés à la Mésopotamie, et le dieu Chivini était un dieu analogue au dieu assyrien Shamash et était même désigné en écriture cunéiforme par le même idéogramme. Selon une hypothèse répandue, la capitale du royaume d'Urartu, Tushpa, était le lieu du culte religieux du dieu Chivini,. Selon les textes cunéiformes d'Urartu, les sacricies d'animaux s'élevaient à 4 taureaux et 8 brebis pour ce dieu Chivini.